# Góry Zangezurskie
Góry Zangezurskie (azer. Zəngəzur silsiləsi, orm. Զանգեզուրի լեռնաշղթա, Zangezuri lernaszychta) – pasmo górskie na granicy Armenii i Nachiczewańskiej Republiki Autonomicznej (eksklawy Azerbejdżanu). Rozciąga się południkowo na długości ok. 130 km, od górnego biegu rzek Tərtər i Arpa do Araksu. Najwyższym szczytem jest Kaputdżuch, który wznosi się 3904 m n.p.m. Pasmo zbudowane głównie z granitów i granodiorytów. Zbocza zachodnie porośnięte roślinnością stepową i półpustynną, natomiast wschodnie lasami liściastymi (dąb, grab, jesion, klon) i łąkami subalpejskimi. Występują złoża rud miedzi i molibdenu.